# Juhász Miklós (fotóművész)
Juhász Miklós (Taktaharkány, 1934. december 6. –) magyar fotóművész.

## Életrajza
Középiskolai tanulmányait 1949-ben kezdte Miskolcon az Általános Gépipari Technikumban, ahol 1953-ban végzett. Érettségi után a Nehézipari Műszaki Egyetemen tanult tovább, és 1958-ban szerezte meg gépészmérnöki diplomáját. 1958-tól a Diósgyőri Gépgyárban dolgozott, egészen 1994-es nyugdíjba vonulásáig.
A fotózás iránt már fiatal korában érdeklődött, fényképészeti alapismereteit 13 éves korától szakkönyvekből sajátította el. 1949 és 1953 között tagja volt a Gépipari Technikum fotókörének, és 1953-ban az egyetemi fotókőrnek is tagja lett. A fotókört diplomázása után sem hagyta el, sőt 1956 és 1988 között a vezetője lett. Irányításával, ebből a fotókörből indult az 1980-as években Gedeon Péter fotóművész is. 1958-ban a Diósgyőri Vasas Fotóművészeti Körbe is belépett, ezt 1966-tól vezeti.
A Magyar Fotóművészek Szövetségébe 1983-ban vették fel, 1987-ben pedig alelnökké választották. 1988-ban tagjai sorába választotta a Magyar Alkotóművészek Országos Egyesülete, 1990-től tagja, 1994-től pedig  az elnöke a Diósgyőri Vizuális Műhely Egyesületnek. 2004-ben az év fotográfusa volt,  a Fotóművészek Nemzetközi Szövetsége pedig bronz (2004), ezüst (2006), majd arany (2009) fokozatú kitüntető címet adományozott számára.

## Ars poeticája
„Az ember mindennapi életének, történéseinek, életérzéseinek a bemutatása. Mondanivalómat igyekszem úgy megfogalmazni, hogy együttgondolkodásra késztessem  képeim nézőit, a fotó csak illusztráció legyen a gondolatokhoz. Kifejezési eszközeim között felhasználom az analóg képi eljárások mellett a különféle képmódosító eljárásokat, fekete-fehér és színes montázs technikát, a kémiai színezéseket, valamint a digitális technika lehetőségeit.”

## Kiállításai
1955-től szerepel fotóival hazai és külföldi kiállításokon. Negyvennégy országban állították ki közel 200 különböző fotóját. Ezekkel 350 hazai és 110 nemzetközi díjat nyert: Anglia (2), Argentína (2), Ausztrália (1), Ausztria (3), Belgium (1), Brazília (2), Csehszlovákia (3), Csehország (1), Franciaország (4), Hollandia (1), Hongkong (2), Magyarország (10), India (2), Japán (8), Jugoszlávia (2), Kanada (4), Korea (23), Lengyelország (4), NDK (7), Románia (7), Skócia (2), Spanyolország (5), Szerbia (2), Szingapúr (3), Szlovákia (1), Tajvan (2), Törökország (2). Önálló kiállítási anyaggal negyven alkalommal mutatkozott be itthon és külföldön. 2015. február 12. és március 7. között életmű-kiállítása volt a Miskolci Galériában.
Fotói angol, hongkongi, japán, koreai, olasz és spanyol fotóalbumokban is megjelentek, többek között:
- Olympus 70th Anniversary Int. Photo Contest (1989, Japán)
- Exhibitors annual (1990, Hongkong)
- Photography Yearbook (1991, 1992, Anglia)
- Biennals Int. De Fotografia 1973–1987 (1993, Spanyolország)
- Expozíció ’93 (1993, Pelikán kiadó)
- FIAP Annes 50 years (1999, Spanyolország)
- FIAP The Earth in 2000 (2001, Olaszország)

## Művei közgyűjteményekben
- Magyar Fotóművészek Szövetsége gyűjteménye (Kecskemét)
- Országos Széchényi Könyvtár Mikrofilm- és Fényképtár (Budapest)
- Miskolci Herman Ottó Múzeum fotográfiatörténeti gyűjteménye (Miskolc)
- Miskolci Galéria gyűjteménye (Miskolc)
- Magyar Fotóművészek Világszövetsége gyűjteménye (Budapest)
- FIAP fotótörténeti gyűjteménye (Párizs)
- Real Sociedad Fotografica de Zaragoza gyűjteménye (Spanyolország).

## Fotográfiával kapcsolatos kitüntetései
- 1975 – SZOT oklevél, a munka és a munkásábrázolás elismerése
- 1983 – Kulturális miniszteri kitüntetés, a fotókultúra területén végzett  munkásságért
- 1989 – Daguerre plakett, a MAFOSZ szervezetében végzett tevékenységért
- 1991 – Artiste FIAP, a Fotóművészek Nemzetközi Szövetségének művésze kitüntetés
- 1994 – Excellence FIAP, a Fotóművészek Nemzetközi Szövetségének kiválósága kitüntetés
- 2002 – MSZOSZ-díj, példamutató fotóművészeti és pedagógiai munkásságáért
- 2004 – Excellence FIAP bronz (Párizs)
- 2004 – Az év fotográfusa (kiállításokon a legeredményesebben szereplő alkotó)
- 2005 – Miskolc város nívódíja
- 2006 – Excellence FIAP silver (Párizs)
- 2006 – Csokonai Vitéz Mihály Alkotói díj (kulturális miniszter)
- 2009 – Excellence FIAP gold (Párizs)